# Rusty Nail
Rusty Nail é o décimo single da banda japonesa de heavy metal X Japan, lançado em 10 de junho de 1994. A canção foi escrita e composta por Yoshiki e faz parte do álbum Dahlia.
Alcançou a primeira posição na Oricon e foi certificado disco de platina pela RIAJ.

## Visão geral
Escrita e composta por Yoshiki, mais tarde foi incluída no quinto álbum de estúdio do X Japan Dahlia. Também foi usada como música tema do drama de TV japonês de 1994 Kimi ga Mienai (君が見えない).
Foi anunciado que uma nova versão de "Rusty Nail" foi gravada para o novo álbum de estúdio do X Japan, ainda não lançado, antes de ser finalmente decidido criar um material inteiramente novo.

## Videoclipes
Dois videoclipes foram produzidos para "Rusty Nail". O primeiro é uma versão em anime criada em 1994 em colaboração com os artistas de mangá Clamp, que inclui versões em desenho animado dos membros da banda. Foi incluído no VHS com o álbum de compilação de 1999 Perfect Best. Em setembro de 2014, este vídeo foi carregado na conta do YouTube oficial de Yoshiki.
O segundo foi lançado no DVD X Japan Showcase in L.A. Premium Prototype em 6 de setembro de 2010. Dirigido por Aaron Platt e filmado principalmente enquanto a banda se apresentava ao vivo no topo do Kodak Theatre em Hollywood, Califórnia, em janeiro de 2010, tem os sons do público adicionado ao áudio.
No videogame X Japan Virtual Shock 001, lançado para Sega Saturn em 20 de outubro de 1995, o jogador edita um vídeo ao vivo de "Rusty Nail" usando imagens do show do X Japan intitulado Shiroi Yoru.

## Desempenho comercial e legado
A canção alcançou a primeira posição nas paradas da Oricon Singles Chart e manteve-se nas paradas por 20 semanas. Em 1994, com 712.390 cópias vendidas, foi o 28º single mais vendido do ano, sendo certificado Platina pela RIAJ. É o segundo single mais vendido da banda.
Yoshiki revelou que uma parte de "Rusty Nail" inspirou sua canção "Red Swan" de 2018, uma colaboração com Hyde e tema de abertura de Shingeki no Kyojin. Sua capa, contendo sangue escorrendo da boca de uma pessoa, também inspirou a capa de Red Swan.

### Versões cover
A banda de metal sueca Dragonland incluiu um cover da música na edição japonesa de seu álbum de 2004 Starfall. Max Changmin do Tohoshinki fez um cover da música durante a quinta turnê japonesa da banda, Tone: Live Tour 2012. Também foi reproduzida por Inugami Circus-dan para o Crush! 3 - 90's V-Rock Best Hit Love Songs Cover-, álbum  lançado em 27 de junho de 2012 apresentando bandas visual kei atuais fazendo covers de canções românticas de artistas visual kei importantes dos anos 90.

## Faixas
Todas as faixas escritas e compostas por Yoshiki. 
| N.º | Título                        | Duração |  |
| 1.  | "Rusty Nail"                  | 5:28    |  |
| 2.  | "Rusty Nail" (Versão karaokê) | 5:28    |  |

## Ficha técnica
X Japan
- Yoshiki - bateria, piano, composição, produção
- Toshi - vocais
- hide - guitarra
- Pata - guitarra
- Heath - baixo
- Co-produzido por X Japan

Produção
- Arranjador de orquestra - Neko Saito
- Mixagem - Mick Ging
- Engenheiros de gravação - Rich Breen, Mick Ging, Shinichi Tanaka, Motonari Matsumoto
- Engenheiros assistentes - Mike Stock, Tal Miller, Naoya Takahashi
- Masterização - Chris Bellman
- Direção A&R - Yoshinobu Toida
- Direção de arte e design - Mitsuo Izumisawa
- Produtores executivos - Takayuki Takeshi, Sekiji Murata, Ryuzo "Jr." Kosugi

## Desempenho nas paradas
| Parada (1994) | Melhor posição |
| ------------- | -------------- |
| Oricon        | #1             |